# Žil Borde
Žil Žan Baptist Vensan Borde (fr. Jules Jean Baptiste Vincent Bordet; 13. jun 1870 — 6. april 1961) bio je belgijski imunolog i mikrobiolog. Rod bakterija Bordetella nazvan je po njemu. Dodeljena mu je Nobelova nagrada za otkrića u vezi imunog sistema 1919. 

## Biografija
Bordeje rođen u belgijskom gradu Soinji. Završio je univerzitet u Briselu 1892, a počeo da radi na Pasterovom institutu u Parizu 1894. u laboratoriji Ilije Mečnikova. 

### Karijera
Godine 1895. Borde je otkrio da je bakteriolitički efekat stečenih specifičnih antitela značajno poboljšan prisustvom urođenih komponenti seruma koje je nazvao alekine (ali koje su sada poznate kao komplement). Četiri godine kasnije, 1899. godine, opisao je sličan destruktivni proces koji uključuje komplement, "hemolizu", u kojoj su strane crvene krvne ćelije pukle ili "lizirane" nakon izlaganja imunskom serumu. Godine 1900. napustio je Pariz da bi osnovao Institut Pasteur u Briselu, ali je nastavio da intenzivno radi na mehanizmima koji su uključeni u akciju komplementa. Ove studije su postale osnova za metode ispitivanja komplementa-fiksacije koje su omogućile razvoj seroloških testova za sifilis (konkretno, razvoj Vaserman testa August fon Vaserman). Ista tehnika se danas koristi u serološkom testiranju za bezbroj drugih bolesti. Postao je profesor bakteriologije na Univerzitetu u Briselu 1907. godine. 

### Nagrade i počasti
U martu 1916. izabran je za stranog člana Kraljevskog društva, a 1930. je održao svoje Krunijansko predavanje. U ovom predavanju, Borde je takođe zaključio da bakteriofagi, "nevidljivi virusi" koji ubijaju bakterije, koje je otkrio Felik d'Herelle, nisu postojali i da su se bakterije uništile upotrebom procesa autolize. Ova teorija propala je 1941. godine, kada je Ruska objavila prve elektronske mikroskopske slike bakteriofaga. Nobelova nagrada za fiziologiju ili medicinu dodeljena mu je 1919. godine za njegova otkrića vezana za imunitet. Borde je umro 1961. godine i pokopan je na groblju Iksel u Briselu. 
Godine 1919, Član Kraljevske akademije za nauku, pisma i likovne umetnosti u Belgiji.
Železnička stanica Borde u Briselu dobila je ime po njemu.